# مسجد جامع قدیم
مسجد جامع قدیم مربوط به سده‌های میانی و متاخر دوران‌های تاریخی پس از اسلام است و در شهرستان میبد، روستای محمداباد واقع شده و این اثر در تاریخ ۹ آبان ۱۳۷۷ با شمارهٔ ثبت ۲۱۴۲ به‌عنوان یکی از آثار ملی ایران به ثبت رسیده است.